# Otto Tressler
Otto Tressler, nasceu Otto Karl August Meyer (13 de abril de 1871 – 27 de abril de 1965), também conhecido como Otto Treßler, foi um ator alemão e austríaco. Ele atuou em 43 filmes entre 1915 e 1962.

## Filmografia selecionada
- 1914: Zwei Freunde
- 1918: Das Geheimnis des Goldpokals
- 1921: Die Narrenkappe der Liebe
- 1921: Dorothys Bekenntnis
- 1921: Der Roman eines Dienstmädchens
- 1956: Sissi – Die junge Kaiserin
- 1957: Wien, du Stadt meiner Träume
- 1960: Geständnis einer Sechzehnjährigen